# 臺北市大安區新生國民小學
台北市立新生國民小學，簡稱新生國小；位於台灣台北市大安區新生南路二段36號，面對大安森林公園，並與聖家堂、金華國中、金華公園相鄰，校地面積為24,528平方公尺。
設有國小36班、語文教育班4、幼稚園4班，學生人數共約1,300人（小學約1,100人，語文教育班約120人、幼稚園120人)

## 歷史沿革
新生國小自2000年開始招收學生，

### 歷任校長
1. 劉美娥（原籌備處主任、2000年8月～2007年8月）
2. 蔡志鏗（2008年8月～2012年7月）
3. 邢小萍（2012年8月～2016年7月）
4. 陳智蕾（2016年8月～2022年7月)
5. 李雪鳳（2022年8月~迄今)

## 校隊
游泳隊、舞蹈隊、排球隊、弦樂團、合唱團、桌球隊、田徑隊、籃球隊

## 學區
97學年度
- 新生國小單一學區
  - 福住里（1、2、5、6、9~11、17鄰）
  - 錦安里（11、12、15、16鄰）
- 與金華國小共同學區
  - 福住里（3、4、7、8、12~16鄰）
  - 錦安里（3、4、7、9、10、13、14、17鄰）錦安里9鄰於2010年學區會議決議通過加入新生、金華共同學區
  - 龍安里（11~17鄰）
- 與龍安國小共同學區
  - 龍安里（1~10鄰）

## 校歌
詞：劉美娥，曲：靳鐵章
踏著輕快步伐迎向朝陽，走在美麗人生大道上。
眺望天空一片明媚風光，未來待我們去開創。
努力的學習，充實的生活，健康的成長散播希望。
成就了自己造福了人群，師長殷切叮嚀不能忘。
大安文釆綠地開闊任徜徉，地靈人傑新生學風揚。
求真至善勤勉砥礪自強，作育英才耀家邦。作育英才耀家邦。